# كونيتاتشي (طوكيو)
مدينة كونيتاتشي (باليابانية: 国立市 كونيتاتشي-شي) هي مدينة تقع في الجزء الغربي للعاصمة طوكيو، اليابان.
في عام 2008، وصل التعداد السكاني للمدينة إلى 73426 نسمة.

## تاريخ
تم تأسيس المدينة في الأول من يناير 1967. من أشهر معالمها هو معبد تينمانغو معبد الشنتو الذي تأسس في عام 903.

## وصلات خارجية
- موقع مدينة كونيتاتشي باللغة اليابانية
- موقع مدينة كونيتاتشي باللغة الإنكليزية نسخة محفوظة 29 سبتمبر 2008 على موقع واي باك مشين.